# Собор Святого Петра (Лондон, Канада)
Собор святого Петра (англ. St. Peter’s Cathedral) — католическая церковь, находящаяся в городе Лондон, провинция Онтарио, Канада. Церковь является кафедральным собором епархии Лондона.

## История
10 августа 1834 года в городе Лондон был основан католический приход святого Петра. В этом же году была построена деревянная часовня святого Лаврентия, которая вмещала около 180 человек. 11 апреля 1845 года часовня святого Лаврентия сгорела во время городского пожара. Усилиями прихода была возведена новая деревянная часовня, которая в 1850 году вновь сгорела.
В 1851 году началась постройка каменного здания храма. Краеугольный камень нового храма был освящён 29-го июня 1851 года.
В 1856 году Святой Престол учредил епархию Лондона и церковь святого Лаврентия стала кафедральным собором этой епархии и была переименована в честь святого апостола Петра.

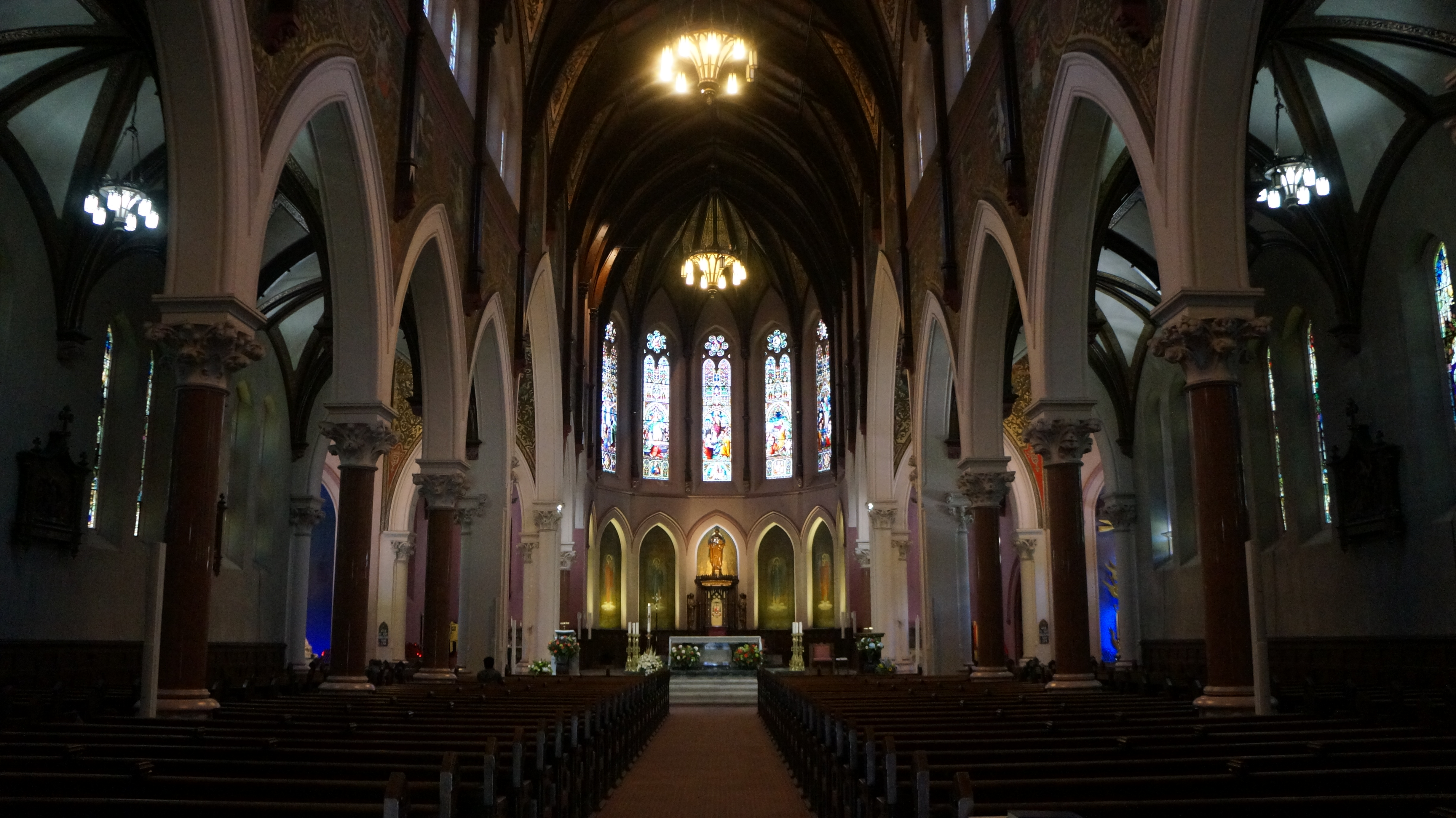
Интерьер собора

В июне 1880 года архитектор Джозеф Конолли начал реконструкцию собора святого Петра в стиле французской неоготики. 28 июня 1885 года было совершено освящение реконструированной церкви.
В 1958 году башни собора были украшены статуями Девы Марии, установлены витражи в ризнице.
13 декабря 1961 года Римский папа Иоанн XXIII возвёл собор святого Петра в ранг малой базилики.